# Zygaspis
Genre
Synonymes
- Shrevea Vanzolini, 1951

Zygaspis est un genre d'amphisbènes de la famille des Amphisbaenidae.

## Répartition
Les 8 espèces de ce genre se rencontrent dans le sud de l'Afrique.

## Description
Les espèces de ce genre sont apodes.

## Liste des espèces
Selon The Reptile Database (12 juin 2017) :
- Zygaspis dolichomenta Witte & Laurent, 1942
- Zygaspis ferox Broadley & Broadley, 1997
- Zygaspis kafuensis Broadley & Broadley, 1997
- Zygaspis maraisi Broadley & Measey, 2016
- Zygaspis nigra Broadley & Gans, 1969
- Zygaspis quadrifrons (Peters, 1862)
- Zygaspis vandami (Fitzsimons, 1930)
- Zygaspis violacea (Peters, 1854)

## Publication originale
- (en) Cope, 1885 "1884" : Twelfth contribution to the herpetology of tropical America. Proceedings of the American Philosophy Society, vol. 22, p. 167-194 (texte intégral).